# 福島県道137号泉崎石川線
福島県道137号泉崎石川線（ふくしまけんどう137ごう いずみざきいしかわせん）は、福島県西白河郡泉崎村から石川郡石川町に至る一般県道である。

## 路線概要
- 起点：西白河郡泉崎村泉崎字八丸
- 終点：石川郡石川町沢井字清水窪
- 総延長：10.328 km[1]
  - 実延長：10.315 km
- 路線認定年月日：1959年8月31日[2]

### 重用路線
- 福島県道139号母畑白河線（西白河郡中島村中島字三枡郷～同村滑津字代畑）

### 道路施設
桎富橋
- 全長：33.7 m
  - 主径間：16.19 m
- 幅員：8.0 m
- 形式：2径間単純PCプレテンT桁橋
- 竣工：1985年（改修）

一級水系阿武隈川水系泉川を渡る。泉崎浅川線泉崎大橋開通に伴い、当路線の第1石川街道踏切が廃止されたため起点が現在の場所に変更された。新たに路線認定された区間の幅員が狭隘であったため、1983年度より改良工事が事業化され、それに伴い1984年度より県単独橋梁整備事業として旧橋梁の拡幅が行われた。もともと幅員5.0 mの橋梁にPC桁を3本付け足し上下対向2車線を確保している。総事業費は3300万円。
泉川橋
- 全長：37.5m
- 幅員：7.8m
- 竣工：1971年[4]

矢吹町松倉から上敷面に至り、一級水系阿武隈川水系泉川を渡る。橋上は上下対向2車線で供用され、歩道は設置されていない。起点から終点にかけ右にカーブを描く線形である。
滑津橋

## 通過する自治体
- 西白河郡泉崎村 - 矢吹町 - 中島村 - 石川郡石川町

## 接続・交差する道路
- 泉崎村内
  - 福島県道75号塙泉崎線（泉崎字八丸 起点）
- 中島村内
  - 福島県道44号棚倉矢吹線（滑津字滑津原）
  - 福島県道139号母畑白河線 白河市方面（中島字三枡郷）
  - 福島県道139号母畑白河線 石川町方面（滑津字代畑）
- 石川町内
  - 福島県道11号白河石川線（沢井字清水窪 終点）

## 沿線
- 泉崎村立泉崎中学校
- 泉崎横穴
- 中島村立滑津小学校